# Escuela Federal de Policía (Argentina)
La Escuela de Cadetes «Comisario General Juán Ángel Pirker» cumple con la tarea de formar a los futuros Oficiales de la Policía Federal Argentina. Se encuentra ubicada en la Ciudad Autónoma de Buenos Aires, en el barrio de Villa Lugano, aunque originariamente funcionaba en el predio que hoy ocupa el Instituto Universitario de la Policía Federal Argentina, en la calle Rosario 502, en el barrio porteño de Caballito. Como requisitos para el ingreso la Institución solicita a los postulantes tener la edad de entre 17 y 25 años al 31 de diciembre del año en que se realicen los trámites para dicho ingreso; ser Argentino nativo o por opción, poseer estudios secundarios completos, ser soltero/a o viudo/a y aprobar todos los exámenes de aptitud, estos son Intelectual, Médico, Psicotécnico y de aptitud Física. Dentro del Examen Intelectual se encuentran distintas asignaturas como Geografía, Historia, Castellano e Instrucción Cívica para el escalafón Seguridad, y Matemática para los escalafones de Bomberos, Comunicaciones e Investigación Criminal.

## Historia

### Fundación
El 17 de noviembre de 1906, una semana después de asumir como Jefe de la entonces llamada Policía de la Capital, el Coronel Ramón Lorenzo Falcón dispuso crear el Cuerpo de Cadetes, cuyos integrantes, tras sucesivos ascensos luego pudieran aspirar a cargos superiores, ya que hasta el momento la fuerza solo contaba con Suboficiales, mientras que los Cargos de relevancia eran ocupados por personal de las Fuerzas Armadas. Esto era consecuencia de problemas anteriores, ya que la Ciudad de Buenos Aires se había consolidado como Capital del territorio nacional solo 26 años antes, el 20 de septiembre de 1880, por lo que los organismos públicos estaban por aquel entonces comenzando a organizarse. Los primeros Cadetes en formar parte de la Institución ingresaron el 29 de diciembre de 1906, luciendo un uniforme de paño negro, con gorra de plato redondo con visera de charol y carrillera, escudo policial metálico dorado y escarapela nacional de mostacilla. La idea original buscaba disponer de Agentes con preparación superior a la corriente entre el personal de esa categoría y prepararlos para la conducción de personal como también para tareas específicas. Por carecer en el presupuesto de la partida necesaria para ello, Falcón destinó los fondos que serían utilizados para cubrir 200 plazas de vigilantes para integrar la que se llamó Primera Compañía de Cadetes. “Los Cadetes”, como inmediatamente se los llamó, debían presentarse diariamente a sus oficiales en el Regimiento 8 de caballería del Ejército Argentino, en el Cuartel de Maldonado en el barrio de Palermo. Allí se les pasaba lista y recibían sus fusiles Máuser y sables bayonetas, los que utilizaban para la práctica de desfile. Las clases teóricas eran dictadas en un principio en el Departamento Central de Policía, ubicado en la calle Moreno 1550 de la Ciudad de Buenos Aires, aunque posteriormente, y por razones de comodidad, se pasó a una escuela primaria de la calle Chile 1668, cedida a tal efecto por el Ministerio de Guerra, hoy llamado Ministerio de Defensa. En dicho lugar funcionaría hasta el año 1909.

### Primer edificio propio
El 1 de marzo de 1909, la Escuela comienza a funcionar en el predio ubicado en la calle Rosario 502, lugar que perteneció a la estancia Lezica y que por aquel entonces la Policía de la Capital alquilaba para el funcionamiento de la Comisaría número 12, la que fue movida a su ubicación actual, a unos 700 metros del lugar. Un año después, el 3 de mayo de 1910 el Gobierno Nacional, compró por 332.000 pesos moneda nacional, ese terreno de 8.300 metros cuadrados de superficie.
El 1 de septiembre de 1913 comenzó a funcionar en la Escuela una dependencia para la instrucción del personal de Agentes, con cursos de dos meses de duración, por lo que el Instituto dejó de dedicarse solamente a formar oficiales, asumiendo también la responsabilidad de formar personal de menor jerarquía. Ya con el objeto de optimizar el funcionamiento de la fuerza, un mes después se cambió la denominación "Escuela de Cadetes" por la de "Escuela de Policía", comenzando a recibir a los Oficiales Inspectores y Sargentos de Comisarías, para ofrecerles instrucción de combate, manejo de personal y otras materias específicas ligadas a su labor. En 1928 la Escuela de Policía comenzó a llamarse “Coronel Ramón Lorenzo Falcón”, en honor a su creador, nombre que perduraría hasta principios del año 2006. En el año 1932, se comenzó a formar Bomberos y personal especializado en Comunicaciones, quedando formados así, 3 de los 4 escalafones que actualmente se dictan en la Escuela, Seguridad, Bomberos y Comunicaciones.

### Modernización y ubicación actual
A principios de los años 50, y debido a la cantidad de cursantes, la búsqueda de un predio para un nuevo establecimiento se hizo imperiosa. Estas tierras fueron halladas en Villa Lugano, próximas a la autopista Dellepiane que une el centro de la ciudad con el aeropuerto de Ezeiza. La primera piedra del nuevo edificio se colocó en 1953, en un acto presidido por el aquel entonces Presidente de la República Argentina Juan Domingo Perón, y su inauguración se concretó el 7 de abril de 1961. En su ingreso se erigió un monumento que cumple con dos funciones bien definidas, por un lado, deja en claro el motivo del funcionamiento del Instituto, ya que en el reza la leyenda "Entrar para aprender, salir para servir" y por otro sirve de cobertura para dos "Cadetes" pertenecientes al servicio de guardia del establecimiento, el que fuera instaurado en el año 1974.
El complejo formativo fue dotado de los últimos adelantos en material funcional, toda vez que el proyecto latiente era que los Cadetes tuvieran carácter de internos y que se llevase el ciclo lectivo a tres años, en lugar de los dos en los que entonces se dictaban para alcanzar el nivel de Oficiales. Su creación acompañó la reforma de la metodología de la enseñanza y capacitación policial para adecuar el cuadro de Oficiales al curso de los tiempos. Posteriormente, a los aspirantes regulares de Seguridad, Bomberos y Comunicaciones, se sumó la rama Femenina. Hasta la promoción que ingresara en 1978, año en que se incorporan los Cadetes Femeninos, los aspirantes a Cadetes Masculinos y Femeninos de la Policía Federal debían contar con el tercer año secundario, lo cual fue modificado en 1979, cuando se comenzó a exigir el bachillerato completo para el ingreso, poniendo énfasis en la formación profesional. Un tiempo después, a partir de 1980 se extendió de 2 a 3 años el ciclo lectivo, con categoría de internado.
El predio actual de la institución está encallado en la calle Corvalán 3698 y tiene como límites las calles Antártica Argentina, Aquino, Battel y Ordoñes, y la Avenida Escalada. Cuenta con espacio para alojar a 1200 Cadetes, 120 Oficiales y 200 Suboficiales. Está dividido en "Pabellones", entre los que se encuentran el "Pabellón Dormitorios", "Pabellón Dirección", "Pabellón Aulas" y el "Pabellón Comedores". Entre sus instalaciones cuenta también con una zona dedicada específicamente a la formación física de sus estudiantes, en la que se encuentra una pista de dimensiones olímpicas, un gimnasio cubierto, una pista de obstáculos y un gimnasio modelador con aparatos. Dentro del área teórica se puede hallar un Laboratorio, una Biblioteca, Talleres de Pericias, Un Micro cine y dos salas de Computación, como también gabinetes Psicopedagógicos, Talleres Balísticos, de Fotografía y de análisis de rastros. En lo que respecta a la instrucción policial, la institución cuenta con 3 Polígonos de Tiro, en los que se puede practicar de distintas maneras. Los tres tienen notables diferencias entre sí, siendo uno de ellos cerrado, uno a cielo abierto y el tercero virtual, es decir un simulador en el que se usan videos e imágenes de hechos reales para la preparación de los Cadetes.
En lo que se refiere a la recreación de los estudiantes la Institución cuenta con una "Cantina" a la que los Cadetes pueden asistir en sus momentos de ocio. En la misma pueden mirar la Televisión, como así también comer o tomar algún refrigerio. Otra de las actividades que los Cadetes pueden realizar es asistir a la Capilla, donde se desarrollan actividades como el Coro.

## Nuevo milenio
A principios del año 2000, comenzó la construcción de dos nuevas áreas de entrenamiento policial en el instituto, las cuales fueron finalizadas a mediados del año 2004, las mismas se denominaros "Área de Entrenamiento para intervención en interiores" y "Área de Entrenamiento para intervención en exteriores", instalaciones que poseen características únicas en Sudamérica para institutos similares de formación. La primera de ellas ocupa 335 metros cuadrados de superficie y se utiliza para el entrenamiento de los Cadetes recreando situaciones reales y motivos de intervención dentro de cualquier tipo de vivienda, ya sea allanamiento, hallazgo de cadáveres, enfrentamientos armados, actividad para la cual cuenta con un espacio especial acondicionado con paredes móviles que brindan más de 4300 combinaciones posibles. Cuenta además con un auditorio donde los Cadetes que no participan del ejercicio pueden observar el accionar de sus compañeros y superiores a fin de aprender de los mismos.
El día 1 de septiembre del 2005 se llevó a cabo la inauguración del “Área de Entrenamiento para Intervención en Exteriores”, la cual reproduce un centro comercial de tres cuadras de extensión con los comercios en los que habitualmente se producen incidencias entre particulares como así también los delitos más comunes (hurtos, robos con modalidad de asalto, toma de rehenes, etc.). Estas instalaciones están dotadas con nueve locales simulados entre los que hay bancos, farmacias, bares y una plaza de juegos infantiles. Tanto el Área de entrenamiento para intervención en interiores como exteriores son únicas en Sudamérica y están basadas en el modelo de las instalaciones de entrenamiento del F.B.I. en Quántico, Virginia.
Ya en el año 2006 se producen dos hechos históricos para la institución. La Cadete Natalia Espigares se destaca como la mejor Cadete de su promoción, obtiene así la jerarquía honoraria de Sargento Primero Cadete y es nombrada Abanderada de la Institución, logrando así ser la Primera mujer en portar el Pabellón Nacional en la Policía Federal Argentina. Por otra parte, y por disposición del entonces Presidente de Argentina Dr. Néstor Kirchner se remplaza el nombre "Escuela de Cadetes Cnel. Ramón Lorenzo Falcón" por el actual "Escuela Federal de Policía".
Por Resolución 167/2011 del Ministerio de Seguridad de la Nación se dispuso cambiar la denominación de la "Escuela Superior de Policía" por "Comisario General Enrique Fentanes", la "Escuela de Cadetes", que hasta ahora llevaba el nombre de "Ramón L. Falcón" pasa a denominarse "Comisario General Juan Ángel Pirker" y la "Escuela de Suboficiales y Agentes" pasa a denominarse "Don Enrique O'Gorman"

## Organización Jerárquica y funcional
Actualmente la Escuela de Cadetes es considerada dentro de la organización de la Institución como un "Departamento" lo que la ubica como una dependencia de Quinto Nivel y el director de la misma es actualmente el Comisario Inspector Elio Walter SANDRI. Dentro del Instituto, además, funcionan dos "Divisiones". Las mismas son la División Cuerpo de Cadetes y la División Estudios, estas se pueden considerar como dependencias de Sexto Nivel. A su vez existe una Dependencia de Séptimo Nivel denominada Sección, que recibe el nombre de Sección Servicios Generales.
Dentro de las tareas que se realizan dentro del Establecimiento se pueden dividir tres ramas bien marcadas, La formación Académica de los Cadetes, la formación policial de los mismos y la faz administrativa. Estas tres ramas se corresponden con las divisiones y la Sección que funcionan dentro del instituto, Estudios, Cuerpo de cadetes y Servicios Generales, respectivamente. 

### División Estudios
En cuanto a la Formación académica de los cursantes, la misma es responsabilidad de la División Estudios quien está a cargo del Comisario Martín José Luis y se realiza por las mañanas para los cadetes del 1° y 2° año y por la tarde para los cadetes del 3° año,  con un promedio de 4 horas de cursada diarias, en las que se dictan materias de Derecho, Expresión Oral y Escrita, materias relacionadas con la práctica policial como Organización y Estrategias para la Intervención Policial o Taller de Actas y Diligencias Policiales y otras materias que serán útiles a los Cadetes en el momento en el que ya recibidos se encuentren en ejercicio de sus funciones. Asimismo la división también se encarga de la formación física de los cadetes, con dos clases semanales de Educación Física de aproximadamente 5 horas semanales.

### División Cuerpo de Cadetes
La Formación policial de los Cadetes es función de la División cuerpo de cadetes, a cargo del Comisario Juan Carlos GAUNA que para ello cuenta con Oficiales de la Fuerza, especialmente preparados para la Instrucción de Personal. Los Cadetes se encuentran comprendidos en lo que se denomina Compañías de Cadetes, siendo cada una de ellas una promoción, Es decir, al ingresar al Instituto la promoción 124, pasará a formar la tercera compañía de Cadetes, mientras cursan el primer año de estudios, así, al pasar al segundo ciclo, pasarán a ser la Segunda Compañía de Cadetes, para luego, ya en tercer año, ser la Primera Compañía. Dentro de la Instrucción Policial se dictan materias como Armas y Tiro, Capacitación Policial y Manejo y Conducción de Personal.

### Sección Servicios Generales
En cuanto a lo Administrativo, está a cargo de la Sección Servicios Generales, a cargo del Subcomisario Sergio Mena y se ocupa de las finanzas de la Institución como así también del mantenimiento de las instalaciones y la función de proveer a las dos Divisiones del Establecimiento de los elementos necesarios para el cumplimiento de sus funciones.

## Especialidades
Dentro del Instituto existen 4 Especialidades distintas para que los Cadetes estudien, conforme a las mismas, cumplirán distintas funciones una vez egresados. Estas divisiones son denominadas "Escalafones". Si bien todos los Cadetes reciben una instrucción básica y necesaria para formar parte de la fuerza, cada uno de los Escalafones recibe un entrenamiento específico. El Escalafón principal y el que cuenta con mayor cantidad de cursantes es el de "Seguridad". También existen los escalafones de "Bomberos" "Comunicaciones" y "Seguridad Investigación Criminal". Cada "promoción", en la cual cursa un total de aproximadamente 350 Cadetes (el número puede variar según las necesidades de la Institución), cuenta con alrededor de 30 Cadetes abocados al escalafón Bomberos, 30 al de Comunicaciones y 30 al de Seguridad especialidad Pericias, mientras que el resto pertenece al escalafón Seguridad.

### Seguridad
Dentro del escalafón Seguridad los Cadetes reciben una instrucción básica como la del resto de los escalafones con una intensidad superior en la rama de la prevención y represión en la comisión de delitos. Por la naturaleza Federal de la Institución, en cuanto a su carácter Federal, reciben un amplio entrenamiento en cuanto a la intervención en delitos de índole Federal como son el Narcotráfico, comprendido por la ley 23.737, la falsificación de moneda, la falsificación de documento y la trata de personas. Además, desarrolla la función de Policía local en el ámbito de la Ciudad Autónoma de Buenos Aires. Una vez terminada la Cursada, los cadetes reciben el grado de Ayudante y el título de Técnico Universitario en Seguridad Pública y Ciudadana, según la resolución Número 1042/05 del Ministerio de Educación de la República Argentina.

### Bomberos
Su misión principal es la preservar la vida y los bienes en caso de incendio u otros desastres, ya sean naturales o provocados. Cuentan además con instrucción específica en el manejo y desactivación de artefactos explosivos. Dentro de las funciones que desarrollaran durante su servicio, esta la revisión de medidas de seguridad en establecimientos privados y públicos. Al recibirse se les otorga el título de Técnico Universitario en Seguridad Contra Incendios, según la resolución Número 1042/05 del Ministerio de Educación de la República Argentina.

### Comunicaciones
Su Función es la de proveer sistemas de comunicaciones acordes a las necesidades de la Institución. Así mismo, se ocupa de su instalación, mantenimiento y recambio. Es una tarea compleja teniendo en cuenta que la Policía Federal Argentina tiene distintas Dependencias en todo el territorio de la República. Una de las tareas más comunes a cumplir una vez en funciones, es la de intercomunicar a las distintas dependencias en el ámbito de la Capital Federal. El título que reciben los Cadetes que culminan sus estudios es el de Técnico Universitario en Telecomunicaciones, según la resolución Número 1042/05 del Ministerio de Educación de la República Argentina.

### Seguridad especialidad Pericias
Se desenvuelven como auxiliares de la justicia, ayudando al esclarecimiento de delitos mediante distintas clases de Pericias, ya sean Dactiloscópicas, grafológicas y otras. Así mismo una de sus funciones es la emisión de documentación, generalmente Pasaportes y Cédulas de Identidad. Reciben el título de Técnico Superior en Investigaciones Periciales, según la resolución Número 1042/05 del Ministerio de Educación de la República Argentina.
Hasta el año 2010 han pasado por la Institución 111 promociones de Cadetes, de las cuales tres todavía se encuentran en etapa formativa. El 10 de diciembre de 2010 egresa la promoción 109, transformándose así en nuevos oficiales de la Institución. El día 2 de febrero de 2011, ingresará al Instituto la promoción 112, los cuales realizaran un periodo de adaptación con una duración de aproximadamente 4 semanas, para luego, en el mes de marzo comenzar con la apropiada instrucción de tres años de duración.